# Mikhail Larionov
Mikhail Fyodorovich Larionov (Russo: Михаи́л Фёдорович Ларио́нов, Tiraspol, 3 de Junho de 1881 – Fontenay-aux-Roses, 10 de Maio de 1964) foi um vanguardista da pintura russa.

## Biografia
Nasceu em Tiraspol, perto de Odessa. Em 1898 entrou na Escola de Pintura, Escultura e Arquitetura de Moscou. Larionov foi suspenso três vezes pela sua visão radical da arte. Em 1900 conheceu Natalia Goncharova e formaram uma longa vida de relação.
A partir de 1902 a sua pintura era de estilo impressionista. Após uma visita a Paris em 1906 evoluiu para o Pós-Impressionismo e, em seguida, para um estilo Neo-primitivista, um movimento artístico russo de pintura. Em 1908 Larionov participou na Golden Fleece, em Moscovo, que incluía pinturas de artistas internacionais vanguardistas como Henri Matisse, André Derain, Georges Braque, Paul Gauguin e Van Gogh. Uma exposição promovida por Larionov, incluía pintores tais como  Tatlin, Marc Chagall e Kazimir Malevich.
Larionov foi membro fundador de dois importantes grupos artísticos russos Jack of Diamonds (1909-1911) e o mais radical Donkey's Tail (1912-1913). Larionov criou os nomes para ambos os grupos. A sua primeira exposição individual foi em Moscovo em 1911. 
Em 1913 Larionov criou o Raionismo, que foi a primeira criação próxima da arte abstracta na Rússia. Em 1915, Larionov deixou a Rússia e trabalhou com os Ballets Russes do proprietário Sergei Diaghilev em Paris.